# Кигбаевское (сельское поселение)
Кигбаевское — упразднённое муниципальное образование со статусом сельского поселения в Сарапульском районе Удмуртии Российской Федерации.
Административный центр — село Кигбаево.
25 июня 2021 года упразднено в связи с преобразованием муниципального района в муниципальный округ.

## История
Статус и границы сельского поселения установлены Законом Удмуртской Республики от 28 января 2005 года № 2-РЗ «Об установлении границ муниципальных образований и наделении соответствующим статусом муниципальных образований на территории Сарапульского района Удмуртской Республики».

## Население
| 2010  | 2012  | 2013  | 2014  | 2015  | 2016  | 2017  |
| ----- | ----- | ----- | ----- | ----- | ----- | ----- |
| 1856  | ↗1877 | ↗1898 | ↘1891 | ↘1874 | ↗1882 | ↘1856 |
| 2018  | 2019  | 2020  |       |       |       |       |
| ↘1838 | ↘1829 | ↘1808 |       |       |       |       |

## Состав сельского поселения
| № | Населённый пункт | Тип населённого пункта       | Население |
| - | ---------------- | ---------------------------- | --------- |
| 1 | Глухово          | деревня                      | ↗61       |
| 2 | Кигбаево         | село, административный центр | ↗1616     |
| 3 | Митрошино        | деревня                      | →43       |
| 4 | Рябиновка        | деревня                      | ↗153      |
| 5 | Сергеево         | деревня                      | ↗4        |